# Opisthotropis alcalai
Espèce
Synonymes
- Opisthotropis alcali Brown & Leviton, 1961

Statut de conservation UICN

 EN B1ab(iii)+2ab(iii) : En danger
Opisthotropis alcalai est une espèce de serpents de la famille des Natricidae. 

## Répartition
Cette espèce est endémique de l'île de Mindanao aux Philippines,.

## Étymologie
Cette espèce est nommée en l'honneur d'Angel Chua Alcala qui a collecté les premiers spécimens.

## Description
C'est un serpent ovipare.

## Publication originale
- Brown & Leviton, 1961 : Discovery of the snake genus Opisthotropis in the Philippine Islands, with description of a new species. Occasional Papers of the Natural History Museum of Stanford University, vol. 8, p. 1-11.